# Католическая церковь в Пермском крае
Католичество в Пермском крае — история и положение Католической церкви на территории Пермского края.

## История

### Пермская губерния
Католичество принесли в Пермскую губернию в 1830-е годы поляки. В 1838 г. в Перми открылась католическая часовня, но в 1842 году она пострадала от городского пожара и вместе с ней документы и церковная утварь. В 1850—1860-е годы значительно увеличивается численность католиков в губернии за счёт ссыльных поляков. В 1875 году в Перми был открыт католический храм Непорочного Зачатия Пресвятой Девы Марии, выполненный в неоготическом стиле. В 1899 году были построены церковный дом и приходская школа. Католическая церковь всегда была местом, где помимо богослужений проходила культурная и общественная жизнь прихожан.

### Пермская область
В 1936 году пермский храм был закрыт. Ряд прихожан и священник Франциск Будрис были расстреляны. В настоящее время ведётся процесс беатификации отца Ф. Будриса. В 1993 году храм был возвращён католической общине, а в 1998 г. было совершено повторное освящение. В 2004 году был освящён новый католический храм в Березниках, получивший имя храм Пресвятой Богородицы — Царицы мира. Ядром общины в Березниках являются немцы, депортированные из Поволжья в годы войны.

## В настоящее время
Территория Пермского края входит в состав Восточного деканата Архиепархии Матери Божией с центром в Москве. Согласно статистике Католической церкви на территории края функционируют три храма: храм Непорочного Зачатия Пресвятой Девы Марии (Пермь), храм Пресвятой Богородицы - Царицы мира (Березники) и храм Фатимской Божией Матери в Рябинино (освящён 23 августа 2015 года). Кроме этого на территории края организовано 5 пастырских пунктов в тех городах, где есть небольшие группы католиков, но нет постоянного прихода. Пастырские пункты открыты в Добрянке, Красновишерске, Соликамске, Чайковском и Яйве. Пастырские пункты периодически посещаются священниками из Перми и Березников.